# Willie Peyote

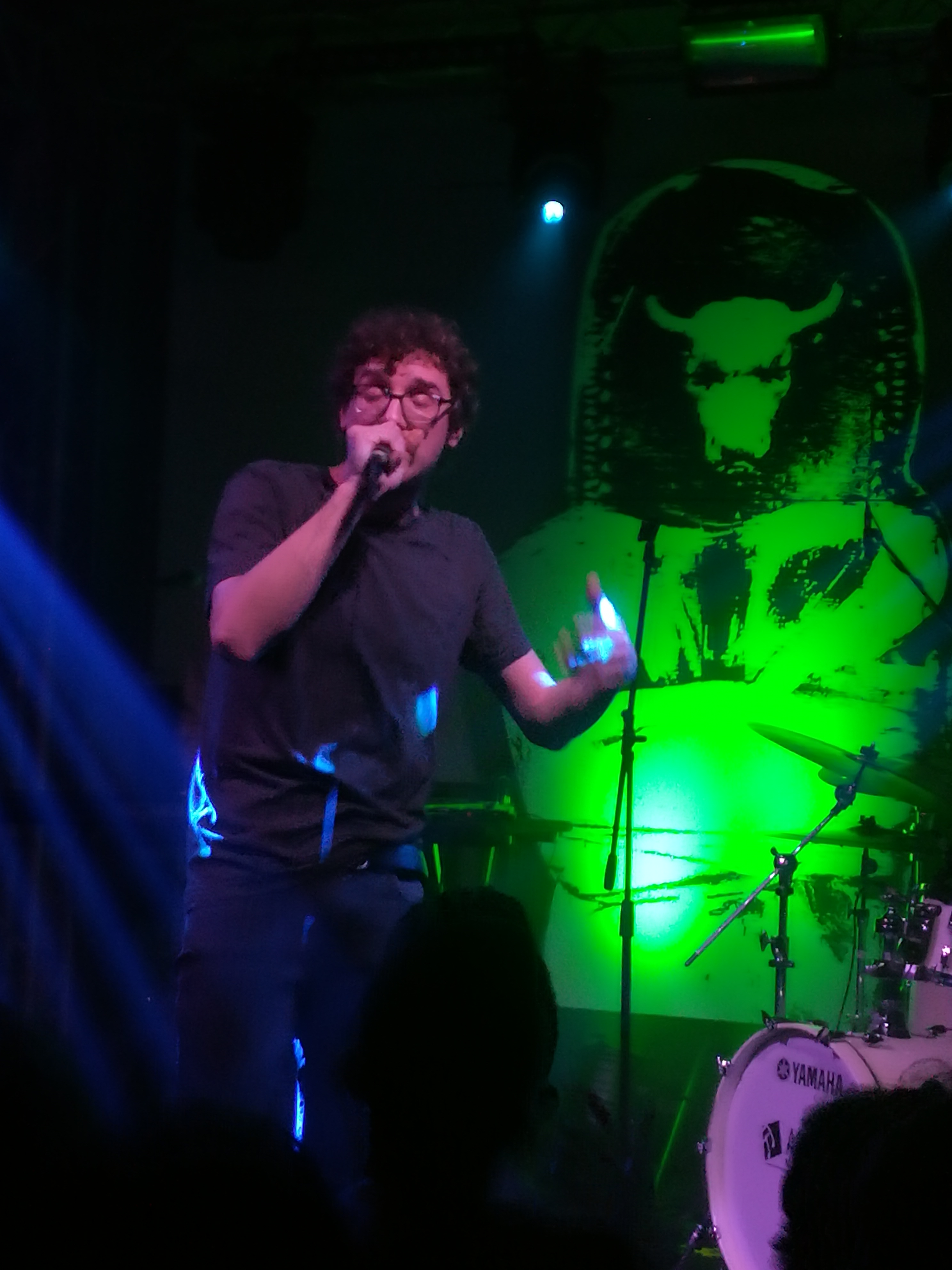
Willie Peyote (2018)

Willie Peyote (* 28. August 1985 in Turin als Guglielmo Bruno) ist ein italienischer Rapper.

## Karriere
Willie Peyote versuchte sich in verschiedenen Genres und bewegte sich ab 2004 in der Hip-Hop-Szene. Zusammen mit Kavah und Shula gründete er die Gruppe Sos Clique, die mehrere Demos aufnahm und 2008 die EP L’Erbavoglio veröffentlichte. Nach der Auflösung der Gruppe machte Peyote als Solist weiter und veröffentlichte die Alben Il Manuale del giovane nichilista (2011, in Eigenproduktion) und Non è il mio genere, il genere umano (2014). Gleichzeitig gründete er die Gruppe Funk Shui Project und nahm in Eigenproduktion deren Debütalbum auf. 2015 stellte der Rapper auf seiner Website die EP Quattro San Simoni e un funerale zum Download zur Verfügung.
Anfang 2016 gelang Peyote mit dem Album Educazione Sabauda und Liedern wie L’eccezione, Io non sono razzista ma oder C’era una vodka erstmals ein größerer Publikumserfolg. Dies zeichnete sich im noch größeren Erfolg des Nachfolgealbums Sindrome di Tôret (2017) ab, das in die Top 10 der italienischen Albumcharts einstieg. 2018 arbeitete der Rapper mit der Band Subsonica zusammen, 2019 erschien sein erstes Livealbum Ostensione della Sindrome “Ultima Cena”. Mit dem Lied La tua futura ex moglie kündigte er daraufhin das nächste Studioalbum an, das im Oktober 2019 unter dem Titel Iodegradabile erschien und an den Erfolg des Vorgängers anknüpfen konnte.
Beim Sanremo-Festival 2021 präsentierte er das Lied Mai dire mai (La locura). Er erreichte im Wettbewerb den sechsten Platz und wurde mit dem Kritikerpreis ausgezeichnet.

## Diskografie

### Alben
| Jahr | Titel Musiklabel                       | Höchstplatzierung, Gesamtwochen, AuszeichnungChartsChartplatzierungen (Jahr, Titel, Musiklabel, Platzierungen, Wochen, Auszeichnungen, Anmerkungen) | Anmerkungen                                              |
| Jahr | Titel Musiklabel                       | IT | Anmerkungen                                              |
| ---- | -------------------------------------- | --- | -------------------------------------------------------- |
| 2017 | Sindrome di Tôret Virgin Records (UMG) | IT8 Gold · (9 Wo.)IT | Erstveröffentlichung: 6. Oktober 2017 Verkäufe: + 25.000 |
| 2019 | Iodegradabile Turet (UMG)              | IT5 (8 Wo.)IT | Erstveröffentlichung: 25. Oktober 2019                   |
| 2022 | Pornostalgia Virgin Records (UMG)      | IT5 (1 Wo.)IT | Erstveröffentlichung: 5. Mai 2022                        |
| 2025 | Sulla riva del fiume Turet (UMG)       | IT5 (6 Wo.)IT | Erstveröffentlichung: 13. Februar 2025                   |

Weitere Alben
- 2011: Il Manuale del giovane nichilista (in Eigenproduktion)
- 2014: Non è il mio genere, il genere umano
- 2015: Educazione Sabauda (IT: Gold)
- 2019: Ostensione della Sindrome “Ultima Cena”

### Singles (Auswahl)
| Jahr | Titel Album                              | Höchstplatzierung, Gesamtwochen, AuszeichnungChartsChartplatzierungen (Jahr, Titel, Album, Platzierungen, Wochen, Auszeichnungen, Anmerkungen) | Anmerkungen                                                              |
| Jahr | Titel Album                              | IT | Anmerkungen                                                              |
| ---- | ---------------------------------------- | --- | ------------------------------------------------------------------------ |
| 2019 | La tua futura ex moglie Iodegradabile    | IT75 Gold · (1 Wo.)IT | Erstveröffentlichung: 30. August 2019 Verkäufe: + 35.000                 |
| 2021 | Mai dire mai (La locura) –               | IT8 Platin · (10 Wo.)IT | Erstveröffentlichung: 4. März 2021 Verkäufe: + 70.000                    |
| 2025 | Grazie ma no grazie Sulla riva del fiume | IT16 (7 Wo.)IT | Erstveröffentlichung: 12. Februar 2025 Beitrag zum Sanremo-Festival 2025 |

Weitere Singles
- 2015: C’era una vodka (IT: Gold)
- 2015: Che bella giornata (IT: Gold)
- 2017: Ottima scusa (IT: Gold)
- 2017: Le chiavi in borsa (IT: Gold)
- 2022: Aglio e olio (Fulminacci feat. Willie Peyote, IT: Platin)

## Belege
1. ↑  Alben von Willie Peyote. In: Italiancharts.com. Hung Medien, abgerufen am 16. Dezember 2020.
2. 1 2 3  Certificazioni. FIMI, abgerufen am 19. November 2024 (italienisch).
3. ↑  Archivio classifiche Top Singoli. FIMI, abgerufen am 20. Mai 2024 (italienisch).

| Personendaten    | Personendaten                  |
| ---------------- | ------------------------------ |
| NAME             | Peyote, Willie                 |
| ALTERNATIVNAMEN  | Bruno, Guglielmo (Geburtsname) |
| KURZBESCHREIBUNG | italienischer Rapper           |
| GEBURTSDATUM     | 28. August 1985                |
| GEBURTSORT       | Turin                          |